# دنیس ایگان
دنیس ایگان (انگلیسی: Dennis Eagan; ۱۳ اوت ۱۹۲۶ – ۱ ژوئیهٔ ۲۰۱۲) بازیکن هاکی روی چمن، و مهندس اهل بریتانیا بود.